# Шахта імені Космонавтів
ДВАТ «Шахта ім. Космонавтів». Входить до ДХК «Ровенькиантрацит». Розташована у смт. Кленовий, Ровеньківська міськрада Луганської області.
Стала до ладу у 1955 р. з виробничою потужністю 400 тис.т на рік. У 2003 р. видобуто 1060 тис.т. вугілля. Шахтне поле розкрите 3 похилими стволами і 1 вертикальним. Розробляє пласт h10 потужністю 0,8 м і кутом падіння 0-4°.
Працюють 4 очисних вибої (2002). Обладнання: механізований комплекс 1КМ-103, комбайн К103М, кріплення М-103.
Адреса: 94783, смт. Кленовий, м.Ровеньки, Луганської обл.